# José Eduardo Simões Coimbra
José Eduardo Simões Coimbra OA • ComA natural de Vila Chã, concelho de Fornos de Algodres, foi um engenheiro, militar e maçon português.

## Biografia
Engenheiro e Capitão-de-Fragata, foi feito Oficial da Ordem Militar de São Bento de Avis a 26 de Janeiro de 1949 e elevado a Comendador da mesma Ordem a 19 de Abril de 1960.
Foi Sócio do Centro Académico de Democracia Cristã.
Irmão da Loja Simpatia e União, foi Grão-Mestre do Grande Oriente Lusitano de 1984 a 1988.